# Hermeneutiek (Plato)
Hermeneutiek (Oudgrieks: hermêneutikê technê) is de methode waarmee de Atheense filosoof Socrates in de dialogen van Plato probeert vat te krijgen op het transcendente ‘zijnde’, de vormen, door middel van ‘lagere’ zaken zoals het dagelijks leven en specifieke redeneringen. Onderdeel van de socratische methode.
Volgens de theorie van Socrates wil de mens in contact komen met de vormen. Maar wij kunnen ze zelf niet direct zien, want wij weten nog helemaal niet waar we precies naar zoeken, en ook niet waar ze zich bevinden. Ergens in onze ziel? Maar waar dan? De herinnering (anamnêsis) aan de vormen ligt niet zomaar aan de oppervlakte van het geheugen. In de Phaedo zegt Plato dat het geen zin heeft direct naar de vormen te proberen te kijken, omdat ze de ziel dan zouden verblinden. Hij gebruikt de werking van de zintuigen naar analogie van de werking van de geest (nous): als de ogen wat over de zon willen weten moeten ze er niet recht in kijken, in het domein van de hemel, want dan worden ze verblind. Ze kunnen beter kijken naar dingen die erdoor beschenen worden op aarde, of naar een afspiegeling van de zon in het water. In deze trant is het voor de geest beter niet direct naar de vorm van het Rode in de vormenwereld te kijken, maar naar de afspiegeling in rode voorwerpen in de vergankelijke wereld. Deze afspiegeling is dan in dit geval de participatie van het vergankelijke ding in de onvergankelijke vorm.
Iets dergelijks moeten we volgens Plato toepassen met betrekking tot redeneringen (logoi). We kunnen proberen rechtstreeks over de vorm van het Goede te praten, maar dat zal geen succes opleveren. Daarom kunnen we beter van onderen af beginnen met redeneren, en dan proberen steeds op te klimmen richting het hoogste, de vorm van het Goede (to kalon of tôgathon). Door te beginnen met concrete voorbeelden van wat goed is en wat niet, versterken we langzaam ons inzicht (phronêsis) in de meer abstracte vorm van het Goede. Materialisten, zoals atomisten, beginnen onderaan, maar blijven daar: ze naderen niet het abstracte, blijven steken in het beschrijven van fysieke dingen. 
Idealisten beginnen bij het hoogste, maar komen helemaal nergens: want zij hebben geen methode om vat te krijgen op het hoogste, zij staren direct in de zon. Daarom kiest Plato de weg van de hermeneutiek in de zin van uitlegkunde of trapsgewijze interpretatie: beginnen bij het laagste om zo langzaam op te bouwen richting het hoogste. Overigens is deze methode geen garantie dat een filosoof daadwerkelijk contact zal maken met de vormen. Zij bereidt de ziel alleen vóór op het contact. Maar er is een zekere x-factor die dan het contact werkelijk in gang zet en de anamnese tot leven brengt: een soort inspiratie, misschien wel iets goddelijks (theion ti).
De uitdrukking wordt ook gebruikt in de literaire kritiek en exegese van de Bijbel.